# Висока (Вадовицький повіт)
Висока (пол. Wysoka) — село в Польщі, у гміні Вадовиці Вадовицького повіту Малопольського воєводства.
Населення — 1924 особи (2011).

## Історія
У 1975-1998 роках село належало до Бельського воєводства, підпорядковувалося районній адміністрації у Вадовицях.

## Демографія
Демографічна структура станом на 31 березня 2011 року:
|          | Загалом | Допрацездатний вік | Працездатний вік | Постпрацездатний вік |
| -------- | ------- | ------------------ | ---------------- | -------------------- |
| Чоловіки | 965     | 256                | 625              | 84                   |
| Жінки    | 959     | 206                | 576              | 177                  |
| Разом    | 1924    | 462                | 1201             | 261                  |